# Андроник Палеолог (зет цара Теодора I)
Андроник Палеолог (грч. Ανδρονικος Παλαιολογος; умро око 1216.) је био зет и наследник цара Теодора I Ласкариса, цара Никеје, 1210. године.

## Биографија
Андроник је веома нејасна фигура. Како пише Р. Макридес, „скоро све што се о њему зна [...] је оспорено: његов идентитет/име, датум венчања, датум његове смрти, узрок смрти“. Ништа се не зна о његовом пореклу и раном животу, а чак је и његово име неизвесно, јер га митрополит Ефески Никола Месарит, који му је служио на венчању, у својој беседи назива „Константин Дука Палеолог“. С друге стране, сви византијски хроничари, почев од Георгија Акрополита који је главни извор његовог живота, зову га Андроник, а обично се претпоставља да је другачије име у Месаритовом извештају грешка у транскрипцији неког каснијег преписивача.
Акрополит први пут помиње Андроника као учесника у војном походу против Латинског царства 1211. године, који се завршио никејским поразом у бици код Риндака. Током похода, латински цар Хенрик од Фландрије заузео је и градове Лентијану и Поиманенон. Андроник је очигледно био један од главних команданата током опсаде Лентијане, и био је заробљен, али касније пуштен од стране Латина. Због хронолошког редоследа Акрополитовог наратива, брак Андроника са принцезом Ирином Ласкарис, најстаријом ћерком никејског цара Теодора I, раније се сматрао савременим догађајима из 1211. године, али је сада смештен у фебруар 1216. године. Након женидбе, Андронику је додељена титула деспота и тиме је означен за Теодоровг наследника, пошто цар није имао синове. Убрзо је умро, међутим, неидентификованог „сексуалног стања“ према Акрополиту, а Ирена је поново удата за Јована Дуку Ватаца, који је на крају наследио цара Теодора I.